# ロックブリッジ郡 (バージニア州)
ロックブリッジ郡（英: Rockbridge County）は、アメリカ合衆国バージニア州の中央部に位置する郡である。2010年国勢調査での人口は22,307人であり、2000年の20,808人から7.2%増加した。郡庁所在地は独立市であるレキシントン市（人口7,042人）であるが、もう1つの独立市ブエナビスタ（人口6,650人）と共に、同郡の人口には含まれていない。ただし、郡の領域は両市を内包している。

## 歴史

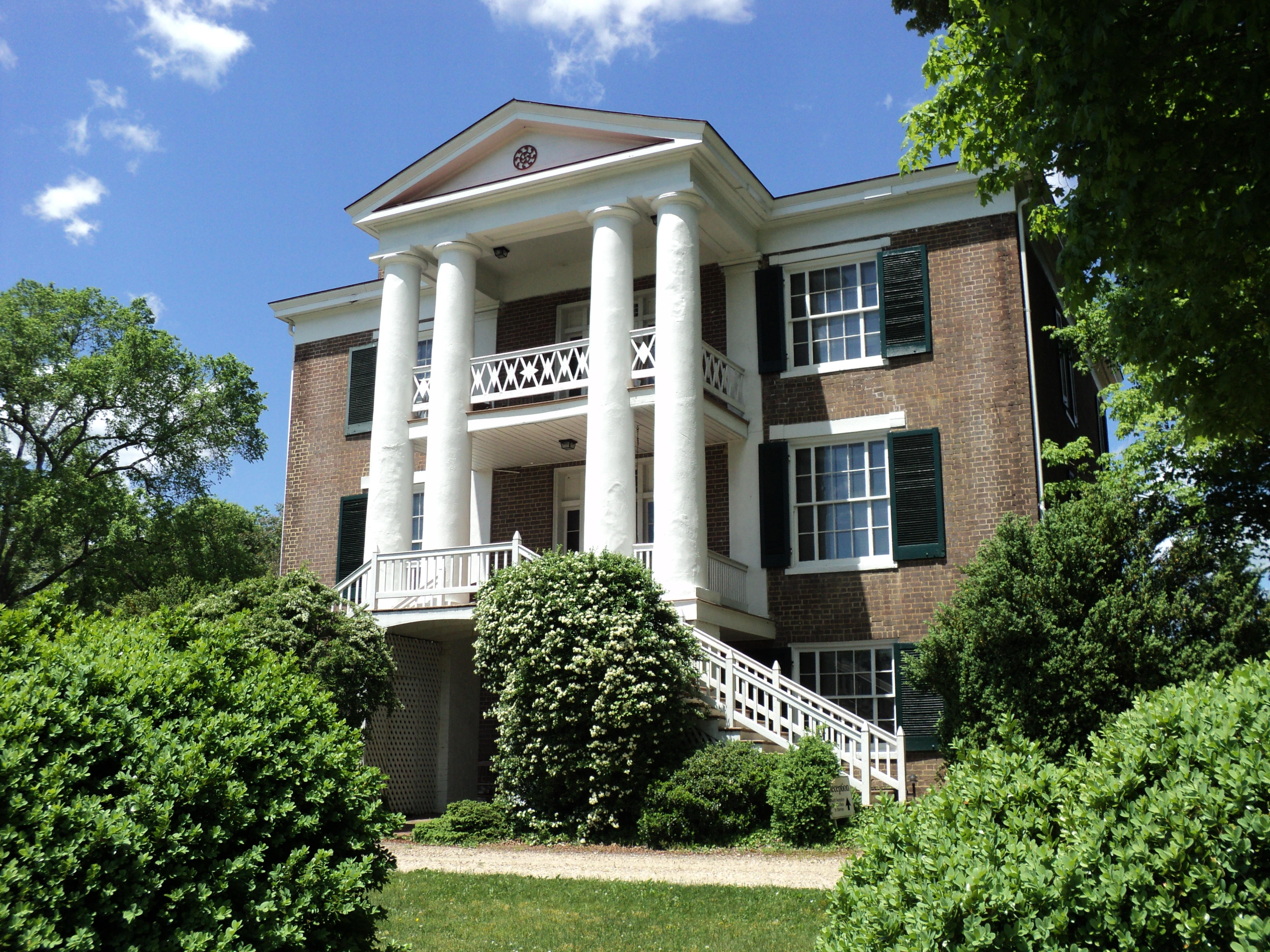
メイプル・ホール、南北戦争前に立てられた家屋、レキシントン市の北にある

ロックブリッジ郡は1777年10月に、隣接するオーガスタ郡とボトトート郡の一部を合わせて設立された。最初の選挙は1778年5月に行われた。郡名は郡南部にある著名な目印となっている天然橋から採られた。郡が設立されたのは州議会で、最も近い郡庁舎まで移動する距離を減らし、裁判が公正に行われるように確保し、異邦人よりも友人の間で郡を形成することが意図された。郡最初の行政委員会は1778年4月7日に、サミュエル・ウォレスの家で開催された。
サイラス・マコーミックが郡の北端、スティールの酒場近くで穀物の刈り取り機を発明した。

## 地理
アメリカ合衆国国勢調査局に拠れば、郡域全面積は601平方マイル (1,557 km2)であり、このうち陸地600平方マイル (1,553 km2)、水域は1平方マイル (4 km2)で水域率は0.22%である。上記陸地面積には独立市のブエナビスタ市とレキシントン市の面積を含んでいない。

### 主要高規格道路
- 州間高速道路64号線
- 州間高速道路81号線
- アメリカ国道11号線
- アメリカ国道60号線
- アメリカ国道501号線
- バージニア州道39号線
- バージニア州道56号線
- バージニア州道130号線
- バージニア州道251号線
- バージニア州道252号線

### 隣接する郡と独立市
- バス郡 - 北西
- オーガスタ郡 - 北東
- ネルソン郡 - 東
- アマースト郡 - 南東
- ベッドフォード郡 - 南
- ボトトート郡 - 南西
- アリゲイニー郡 - 西
- レキシントン市 - 中央（郡内に内包）

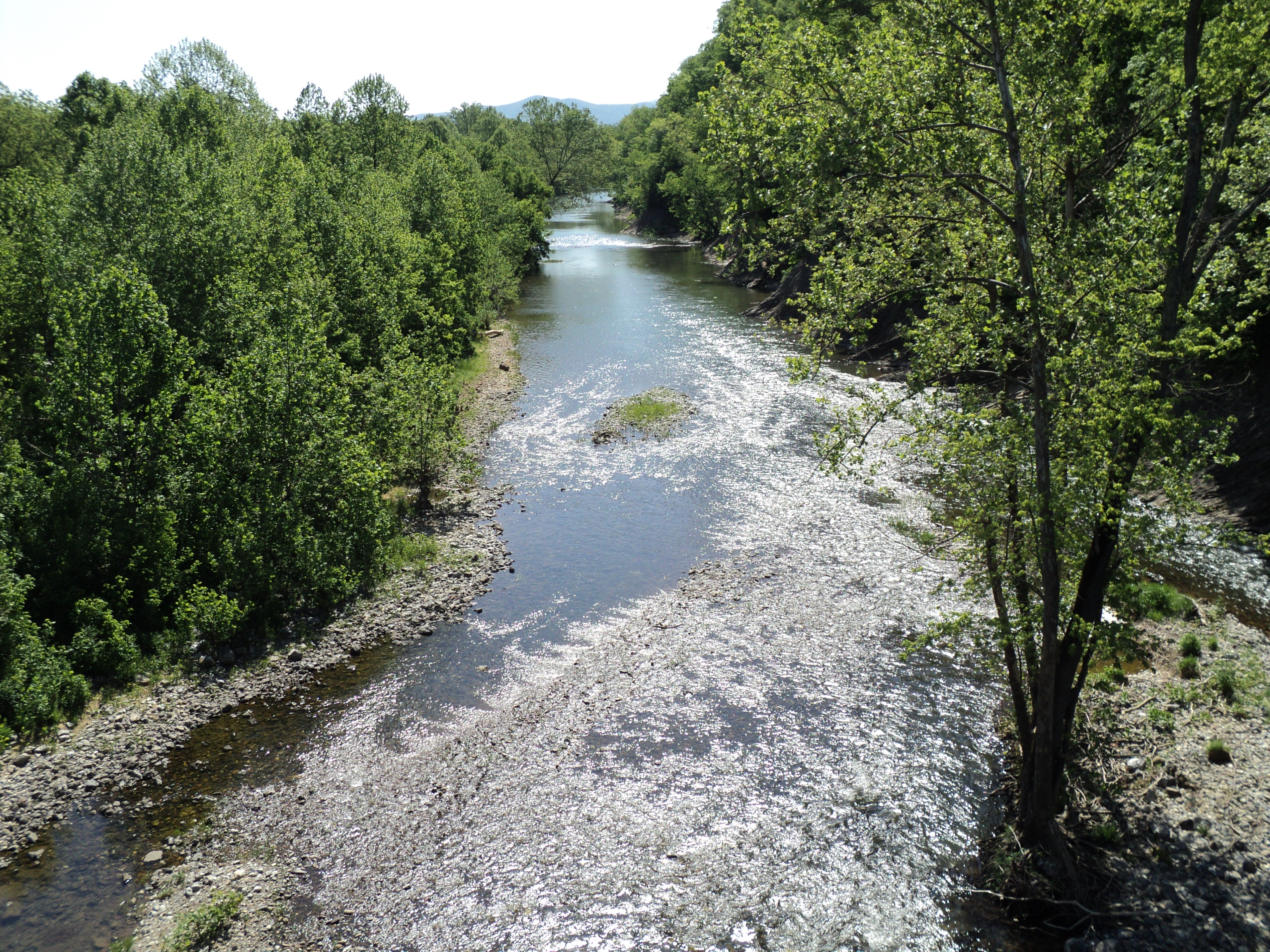
モーリー川、レキシントン市

- ブエナビスタ市 - 中央の東（郡内に内包）

### 国立保護地域
- ブルーリッジ・パークウェイ（部分）
- ジョージ・ワシントン国立の森（部分）
- * アメリカ合衆国電波停止地帯（部分）
- ジェファーソン国立の森（部分）

## 人口動態
以下は2000年国勢調査による人口統計データである。
| 基礎データ - 人口: 20,808人 - 世帯数: 8,486 世帯 - 家族数: 6,075 家族 - 人口密度: 13人/km2（35人/mi2） - 住居数: 9,550軒 - 住居密度: 6軒/km2（16軒/mi2） 人種別人口構成 - 白人: 95.42% - アフリカン・アメリカン: 2.97% - ネイティブ・アメリカン: 0.26% - アジア人: 0.44% - その他の人種: 0.12% - 混血: 0.78% - ヒスパニック・ラテン系: 0.58% 年齢別人口構成 - 18歳未満: 22.2% - 18-24歳: 7.9% - 25-44歳: 27.2% - 45-64歳: 27.1% - 65歳以上: 15.7% - 年齢の中央値: 40歳 - 性比（女性100人あたり男性の人口） - 総人口: 100.4 - 18歳以上: 98.0 | 世帯と家族（対世帯数） - 18歳未満の子供がいる: 29.2% - 結婚・同居している夫婦: 57.5% - 未婚・離婚・死別女性が世帯主: 9.5% - 非家族世帯: 28.4% - 単身世帯: 23.9% - 65歳以上の老人1人暮らし: 9.9% - 平均構成人数 - 世帯: 2.43人 - 家族: 2.84人 収入と家計 - 収入の中央値 - 世帯: 36,035米ドル - 家族: 41,324米ドル - 性別 - 男性: 28,217米ドル - 女性: 19,946米ドル - 人口1人あたり収入: 18,356米ドル - 貧困線以下 - 対人口: 9.6% - 対家族数: 6.6% - 18歳未満: 9.4% - 65歳以上: 9.6% |

## 町
- グラスゴー
- ゴーシェン
- ブラウンズバーグ（未編入の町）
- ラフィン（未編入の町）
- フェアフィールド（未編入の町）
- ナチュラルブリッジステーション（未編入の町）

独立市のブエナビスタブエナビスタ市と郡庁所在地でもあるレキシントン市は、政治区分上ロックブリッジ郡に入っていない。レキシントン市とロックブリッジ郡は憲法に規定される役人である保安官、巡回裁判所事務官および州検察官の3人を共有している。ブエナビスタ市はロックブリッジ郡ともレキシントン市とも憲法に規定される役人の共有は無い。

## メディア
- 「ザ・ロックブリッジ・アドボケイト」[5]、月刊誌
- 「ロックブリッジ・フォーラム」[6]、ウェブ上で郡民が議論を行う場
- 「ザ・ニューズ・ガゼット」[7]、週刊紙
- 「ロックブリッジ・ウィークリー」[8]、週刊紙、2012年7月にニューズ・ガゼットが取得し閉鎖
- 「ザ・ロックブリッジ・レポート」[9]、週刊の放送とウェブサイト、ワシントン・アンド・リー大学学生が運営
- EyeOnVirginia.com[10]、ビデオとインタビュー

## 著名な出身者
- サミュエル・ヒューストン（1793年-1863年）、ロックブリッジ郡生まれ、テキサス州とテネシー州2つの州知事になった唯一の人物、サンジャシントの戦いで勝利し、テキサス共和国大統領、アメリカ合衆国上院議員を務めた
- ストーンウォール・ジャクソン、南軍の将軍、レキシントン市に住んだ
- ロバート・E・リー、南軍の総司令官、戦後はワシントン・アンド・リー大学学長
- サリー・マン（1951年- )、写真家
- チャーリー・マニエル、アメリカと日本でプレイした野球選手、フィラデルフィア・フィリーズを率いてワールドシリーズで優勝した
- パット・ロバートソン、キリスト教テレビ伝道師
- サイ・トゥオンブリー、画家、彫刻家